# William Pearse
William Pearse, poznatiji kao Willie Pearse ili na irskom jeziku Liam Mac Piarais, (15. studenog 1891. – 4. svibnja 1916.), brat idejnog vođe Uskrsnog ustanka Patricka Pearsea. 
Cijeli život proveo je u bratovoj sjeni. Ipak divio mu se i imali su jako blizak odnos. Iako je William trebao naslijediti očev zidarski posao, to se nije dogodilo. Radije se priključio bratu i pomogao u vođenju Škole St. Enda koja je danas muzej u spomen na Patricka.
Kad je izbio ustanak, bio je s bratom u Glavnoj pošti sve do samog kraja.
Nakon Patrickove zapovjedio o bezuvjetnoj predaji, osuđen je najvjerojatnije samo zbog prezimena.
Prije nego što je Patrick pogubljen, rečeno mu je da ga može vidjeti posljednji put. Dok je Willie stigao do zatvora, Patricka su već bili ubili. Pogubljen je dan poslije.